# Vjačeslav Michajlovič Lopatin
Vjačeslav Michajlovič Lopatin (in russo Вячеслав Михайлович Лопатин?; Voronež, 4 maggio 1984) è un danzatore russo, primo ballerino del Balletto Bol'šoj dal 2017.

## Biografia
Dopo aver studiato all'Accademia statale di coreografia di Mosca, nel 2003 si è unito al Balletto Bol'šoj. Nel 2009 è stato promosso a solista, nel 2011 a primo solista e nel 2017 a primo ballerino.
Nei suoi vent'anni con la compagnia, Lopatin ha interpretato molti dei grandi ruoli del repertorio maschile, tra cui Albrecht in Giselle, Franz in Coppélia, Désiré ne La bella addormentata, l'Idolo di bronzo ne La Bayadère, Basilio in Don Chisciotte, Colas e Alain ne La fille mal gardée, il Principe ne Lo schiaccianoci, Mercuzio in Romeo e Giulietta, Florizel in The Winter's Tale, l'eponimo protagonista in Petruška e Smeraldi e Rubini in Jewels.
Nel 2009 ha vinto la Maschera d'Oro insieme a Natal'ja Osipova per la loro interpretazione ne La Sylphide.